# Ministrowie sprawiedliwości Wielkiej Brytanii
Minister sprawiedliwości (en. Secretary of State for Justice) – brytyjski urząd ministerialny, który zastąpił w 2007 r. urząd ministra spraw konstytucyjnych. Podobnie jak poprzednik związany jest z urzędem Lorda Kanclerza.

## Ministrowie spraw konstytucyjnych
|   | Minister      | Czas urzędowania              | Partia       |
| - | ------------- | ----------------------------- | ------------ |
| 1 | Lord Falconer | 12 czerwca 2003 – 8 maja 2007 | Partia Pracy |

## Ministrowie sprawiedliwości
|    | Minister        | Czas urzędowania                        | Partia               |
| -- | --------------- | --------------------------------------- | -------------------- |
| 1  | Lord Falconer   | 9 maja 2007 – 27 czerwca 2007           | Partia Pracy         |
| 2  | Jack Straw      | 28 czerwca 2007 – 11 maja 2010          | Partia Pracy         |
| 3  | Kenneth Clarke  | 12 maja 2010 – 4 września 2012          | Partia Konserwatywna |
| 4  | Chris Grayling  | 4 września 2012 – 9 maja 2015           | Partia Konserwatywna |
| 5  | Michael Gove    | 9 maja 2015 – 14 lipca 2016             | Partia Konserwatywna |
| 6  | Elizabeth Truss | 14 lipca 2016 – 11 czerwca 2017         | Partia Konserwatywna |
| 7  | David Lidington | 11 czerwca 2017 – 8 stycznia 2018       | Partia Konserwatywna |
| 8  | David Gauke     | 8 stycznia 2018 – 24 lipca 2019         | Partia Konserwatywna |
| 9  | Robert Buckland | 24 lipca 2019 – 15 września 2021        | Partia Konserwatywna |
| 10 | Dominic Raab    | 15 września 2021 – 6 września 2022      | Partia Konserwatywna |
| 11 | Brandon Lewis   | 6 września 2022 – 25 października 2022  | Partia Konserwatywna |
| 12 | Dominic Raab    | 25 października 2022 – 21 kwietnia 2023 | Partia Konserwatywna |
| 13 | Alex Chalk      | 21 kwietnia 2023 – 5 lipca 2024         | Partia Konserwatywna |
| 14 | Shabana Mahmood | 5 lipca 2024 – nadal                    | Partia Pracy         |